# Robbie Earle
Robert "Robbie" Fitzgerald Earle (født 27. januar 1965 i Newcastle-under-Lyme, England) er en engelsk/jamaicansk tidligere fodboldspiller (midtbane). 
Earle spillede hele 18 år i engelsk fodbold, hvor han først i ni år repræsenterede Port Vale, som han var med til at føre fra Fourth Division og op i Second Division. I 1991 skiftede han til London-klubben Wimbledon, som han ligeledes repræsenterede ni sæsoner. Han spillede over 200 Premier League-kampe for klubben og blev i februar 1997 kåret til Premier League Player of the Month.
Earle blev født i England af jamaicanske forældre og spillede otte kampe for Jamaicas landshold. Han debuterede for holdet 7. september 1997 i en VM-kvalifikationskamp mod Canada og var med til at kvalificere Jamaica til slutrunden, landets første VM-deltagelse nogensinde. Han blev udtaget til slutrunden i Frankrig og scorede Jamaicas første VM-mål nogensinde i landets åbningskamp mod Kroatien. Kroaterne endte dog med at vinde kampen 3-1. Earle var også med i jamaicanernes to andre gruppekampe, et nederlag til Argentina og en sejr over Japan. Den historiske sejr over Japan blev Earles sidste landskamp.